# Leopold Nasse
Leopold Rudolf Theodor Nasse (ur. 30 kwietnia 1870 w Bonn, zm. 1945 w Bad-Godeberg w Bonn) – niemiecki urzędnik, generalny dyrektor dóbr książąt pszczyńskich. 
Urodził się w rodzinie wyznania ewangelickiego. Do Pszczyny przeprowadził się wraz ze swoją rodziną, gdzie przez wiele lat pełnił służbę u księcia pszczyńskiego Hansa Heinricha XV Hochberga von Pless. Był jego wielokrotnym przedstawicielem w trakcie wyjazdów mających na celu interesy handlowe (w szczególności zbyt węgla kamiennego z kopalń, które były własnością księcia). W latach 1905–1931 był generalnym dyrektorem dóbr księcia pszczyńskiego. Zarządzał w budynku tzw. Paleji w Pszczynie będącej siedzibą Zarządu Dóbr Książęcych. Gdy Pszczyna zmieniała swoją przynależność państwową w roku 1921 z niemieckiej na polską (plebiscyt na Górnym Śląsku), uczestniczył w rozmowach księcia pszczyńskiego z państwem polskim w sprawie reorganizacji dóbr książęcych w nowym organizmie państwowym. Mieszkał w nieistniejącej już "Willa Nasse" mieszczącej się na terenie dzisiejszego Szpitala Powiatowego w pobliżu siedziby Zarządu Dóbr Książęcych. W Pszczynie był człowiekiem bardzo poważanym i szanowanym, uważanym za dobrego zarządcę.